# ダーシャ・レーマン
ダーシャ・レーマン（Dascha Lehmann、1974年4月10日 - ）は、ドイツの女性声優。

## 出演作品

### 吹き替え
- バフィー 〜恋する十字架〜
- CSI:マイアミ
- チャームド
- 女検察官アナベス・チェイス
- One Tree Hill
- The O.C.
- サイク/名探偵はサイキック?
- 夕べの星
- ラストサマー
- ラストサマー2
- パール・ハーバー

### 日本のアニメ
- ローゼンメイデン（蒼星石）